# Stefflon Don
Stephanie Victoria Allen, más conocida como Stefflon Don (Birmingham, Reino Unido, 14 de diciembre de 1991), es una rapera y cantante británica de ascendenciajamaicano.

## Primeros años
Stephanie Victoria Allen nació en 1991 en Birmingham, Inglaterra; es de ascendencia jamaicana. Tiene seis hermanos. Cuando tenía cuatro años, su familia se mudó a Róterdam, Países Bajos, pero a la edad de catorce años regresó a Gran Bretaña para estudiar en una escuela de Londres.
Después de su graduación, trabajó como decoradora y peluquera para finalmente seguir una carrera en la música.

## Carrera
Ella apareció por primera vez en la canción "London" del cantante estadounidense Jeremih. Actualmente[¿cuándo?] está suscrita a Quality Control Music. En la primavera de 2016, Don firmó con 54 London, una subsidiaria de Universal Music Group que se creó solo para ella. 
En 2017, ella apareció en la canción "Instruction" de Jax Jones y Demi Lovato, y su sencillo "Hurtin' Me" alcanzó el número 7 en la Singles Chart del Reino Unido.
En marzo de 2018, Don apareció en el remix de «Alone» de la cantante estadounidense Halsey junto con el rapero estadounidense Big Sean. La canción alcanzó el puesto 66 en el Billboard Hot 100, convirtiéndose en su primera entrada en la lista y también le valió a Don su primer número uno en Dance Club Songs. El video musical fue lanzado el 6 de abril de 2018.
El 15 de junio de 2018 se lanzó al mercado la canción «Calypso», en ella participa Stefflon en colaboración con el puertorriqueño Luis Fonsi.
En marzo de 2019, Don apareció en el remix de Mariah Carey para la canción «A No No» de su álbum Caution de 2018.
El 17 de agosto de 2018, Don lanzó su segundo mixtape Secure.
En marzo del 2019 colaboró con Wiley en la canción "Boasty". En julio de 2019, su voz apareció en la canción póstuma de XXXTentacion «Royalty».
El 25 de agosto de 2021, Don apareció en un Kiss My (Uh Oh) Girl Power Remix junto con Anne-Marie, Little Mix, Raye y Becky Hill .
El 4 de junio de 2022, participó en la Platimum Party at the Palace, actuando con Jax Jones y Nandi Bushell, para conmemorar el Jubileo de Platino de Isabel II.

## Vida personal
Tiene un hijo, Jaylen, que nació cuando ella tenía 17 años.
Es hermana del también rapero británico Dutchavelli.

## Discografía

### EP
- Hurtin Me' (2017)

### Mixtapes
- SECURE (2018)

### Sencillos
- London (ft. Jeremih) (2016)
- Real Thing (2016)
- Pretty Girl (2017)
- Ding-a-Ling (ft. Skepta) (2017)
- Diamond Body (ft. Mavado) (2017)
- Instruction (ft. Jax Jones & Demi Lovato) (2017)
- Calypso (ft. Luis Fonsi) (2018)
- Lil' B*tch (2018)
- Bum Bum Tam Tam (Remix) (MC Fioti ft. Future, Stefflon Don, J Balvin y Juan Magán) (2018)